# Bob Castel
Pour les articles homonymes, voir Bercovici et Castel.
Marcel Bercovici, dit Bob Castel, né le 30 mai 1940 à Melun en Seine-et-Marne, est un pianiste français, connu pour avoir été le pianiste accompagnateur et partenaire du comique Sim pendant plus de 42 ans.

## Biographie

### Jeunesse
Bob Castel grandit à Nice, sur la Côte d'Azur dans les Alpes-Maritimes. Dès sa prime enfance il présente des capacités pour la musique : âgé alors de 4 ans, il se met à jouer d’instinct après avoir assisté aux premiers (et derniers) cours prodigués à sa sœur aînée par un professeur de piano. Il est doté d’une oreille absolue, ce qui l’inclinera à ne jamais apprendre le solfège ou du moins sa forme écrite. Très jeune, il rejoue, en les adaptant à son instrument et après une seule et unique écoute, tous les airs qu’il entend à la radio ou sur le pick-up de ses parents ; on lui chante, siffle ou fredonne un air — même inconnu de lui — et il se met aussitôt à l’interpréter au clavier. Mais son incapacité à déchiffrer une partition — ou même à relever sa propre musique — lui jouera des tours : elle est source de nombreux quiproquos et lui cause bien des déconvenues durant sa carrière.

### Carrière
Fort de ses formations d’apprenti-miroitier puis de gâte-sauce en poche, il travaille un temps comme barman-pianiste dans le restaurant et la boîte de nuit gérés par son père.
Avec quelques camarades, il forme bientôt Les Handys, un des nombreux groupes qui font les beaux-jours des lieux festifs et récréatifs de la côte méditerranéenne française de la fin des années 1950 et du tout début des années 1960. Les Handys accompagne par la suite Marcel Mouloudji durant trois ans et à l’issue de la tournée, Bob Castel décide de « monter » à Paris.
Dans les années 1960, il participe aux tournées sous chapiteau du cirque Spirou de Jean Nohain qui n’est, en fait, pas un spectacle de cirque mais un pur show de music-hall. Puis c’est le cirque Francini ; c’est sur proposition d’Alexandre Bugny de Brailly, le clown blanc du duo Alex et Francini, que lui et son épouse enceinte choisissent de donner à leur fille cadette pour prénom un dérivé du sien, Sandrine[pertinence contestée]. De retour à la capitale, il est le jumeau mutique d’Henri Tisot lors d’une série de gags à la télévision, grâce à une certaine ressemblance avec l’imitateur du général de Gaulle.

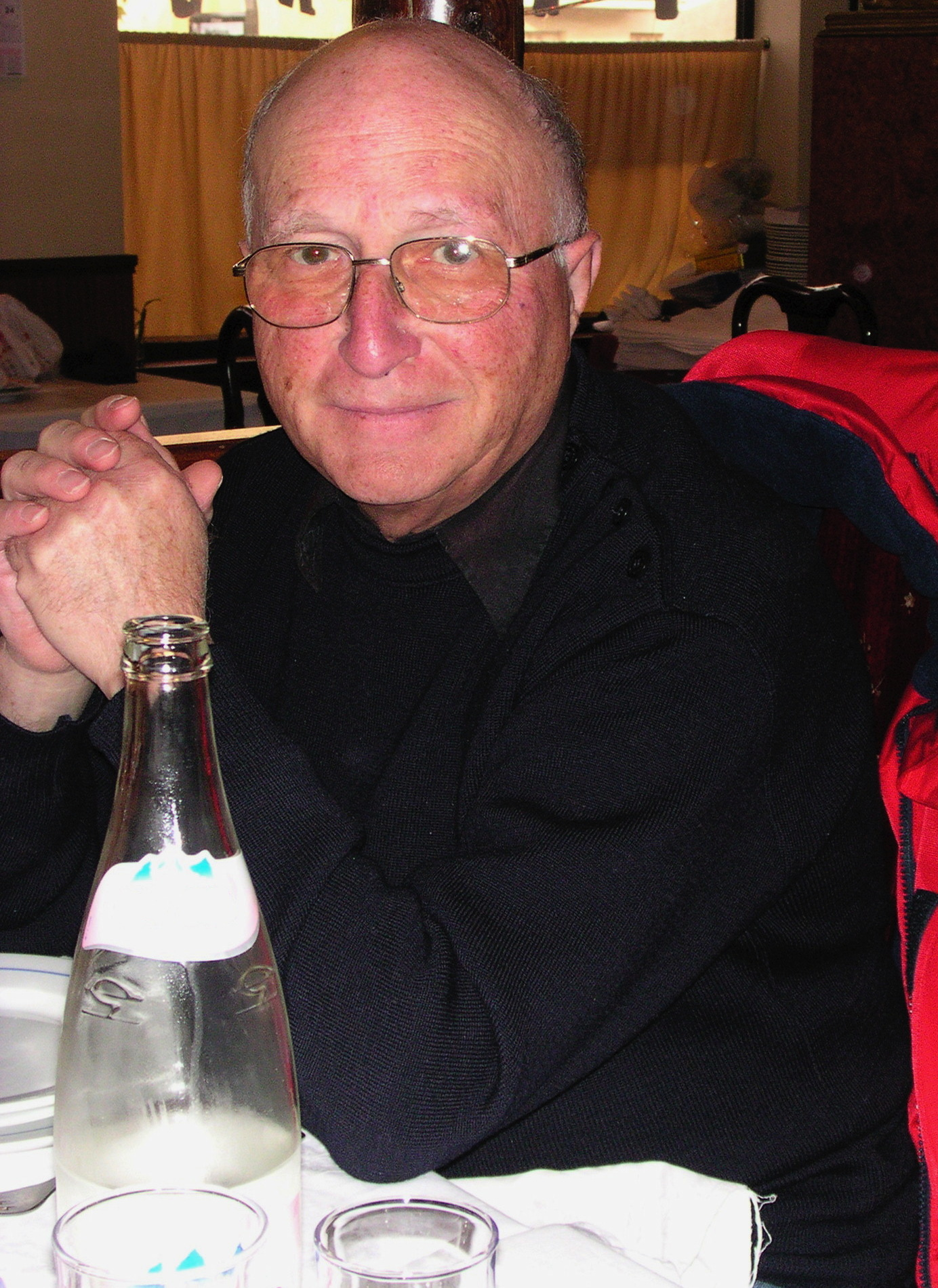
Bob Castel en 2007.

Mais Bob Castel est surtout, à partir du milieu des années 1960, le pianiste accompagnateur — et le faire-valoir — de l’humoriste et bruiteur Sim, qu'il seconde sur scène lors de ses multiples galas à travers la France et les pays francophones limitrophes. Leur collaboration, bien que plus épisodique vers la fin, perdure pendant plus de 42 ans et ne cessera qu’avec la mort du comique.
Dans les années 1980, il accompagne dans leurs tournées des artistes comme Gilbert Bécaud, Serge Lama, Alice Dona ou Marie-Paule Belle, non plus comme pianiste cette fois, mais comme transporteur-monteur-accordeur de piano-à-queue. Sa société, qu’il nomme Pianogala, se développe à une époque où les pianos électroniques n’ont pas encore fait leur apparition. Il ouvre aussi un modeste magasin de musique et un petit studio d’enregistrement à Versailles dans les Yvelines, avant l'avènement des home studios.
Il est également, dans les années 1990, le pianiste officiel de l’émission de TF1 Les Grosses Têtes, ainsi que le pianiste de l’émission sur RTL pour l’occasion quand le thème de l’émission est la chanson.
Il est membre de la Sacem (Société des auteurs, compositeurs et éditeurs de musique) comme compositeur ; il a composé des chansons pour Sim, Jean-Pierre Réginal, Georgette Lemaire, Annie Cordy, les Jumelles de la chanson, a composé un rap avec Guy Montagné, des chansons avec Michel Mallory, quelques génériques pour la télévision, une dramatique pour FR3.

## Discographie

### 45 tours
- 1968 : À qui la baguette / Isabelle (Sim - Bob Castel & Claude Bolling), piano / chant, accompagné par l’orchestre de Claude Bolling, Selection Records[6],[7] ;
- 1968 : La Température / De toutes les couleurs (Sim - Bob Castel & Claude Bolling), piano / chant, accompagné par l’orchestre de Claude Bolling, Selection Records[6],[8].

### Album CD
- 2015 : Couleurs chansons, clavier échantillonneur / chant, album de reprises, Marianne Mélodie[6].